# Internet Explorer 9
Windows Internet Explorer 9 (afgekort IE9) is een versie van de webbrowser Windows Internet Explorer, ontwikkeld door Microsoft. Het is de opvolger van Internet Explorer 8, die stamt uit het jaar 2009. IE9 is gelanceerd op 14 maart 2011. Tijdens MIX10-conferentie, op 17 maart 2009, kwam de eerste publieke testversie uit. Deze was enkel in het Engels verkrijgbaar. Internet Explorer 9 is beschikbaar voor Windows Vista en Windows 7; het draait niet op oudere Windowsversies zoals XP. Op 4 september 2012 werd IE9 opgevolgd door Internet Explorer 10.
Internet Explorer 9 beloofde betere prestaties bij grafische onderdelen te leveren, heeft een verbeterde ondersteuning voor CSS 3, HTML5 en ECMAScript en een snellere JavaScript-engine. Verder beloofde Microsoft dat Internet Explorer 9 een stuk gebruiksvriendelijker en tot zes maal sneller is dan zijn voorganger Internet Explorer 8. Internet Explorer 9 beschikt over een nieuwe interface, die meer effectieve ruimte biedt voor de weergave van websites. De bescherming tegen malware door het SmartScreen-filter wordt nog verder uitgebreid met Application Reputation.
Vanaf Internet Explorer 9 is het in deze browser mogelijk om HTML5-audio en -video's af te spelen. Standaard worden voor audio de MP3- en AAC-codec ondersteund en wordt voor video de AVC/h.264-codec ondersteund. Deze codecs worden allen naast IE9 standaard op Windows meegeleverd. WebM-video's kunnen alleen afgespeeld worden na installatie van een aanvullende VP8-videocodec.

## Releasegeschiedenis
| Legenda     | Legenda                 | Legenda               | Legenda               | Legenda            | Legenda |
| ----------- | ----------------------- | --------------------- | --------------------- | ------------------ | ------- |
| Ondersteund | Ondersteunde testversie | Niet meer ondersteund | Verouderde testversie | Toekomstige versie |         |

| Versie               | Build          | Build              | Datum             | Vernieuwingen |
| Versie               | Volledig       | Standalone updates | Datum             | Vernieuwingen |
| -------------------- | -------------- | ------------------ | ----------------- | --- |
| 9 Platform Preview 1 | 1.9.7745.6019  | 1.9.7745.6019      | 16 maart 2010     | Ondersteuning voor CSS3 en SVG en een nieuwe JavaScriptengine genaamd Chakra. |
| 9 Platform Preview 2 | 1.9.7766.6000  | 1.9.7766.6000      | 5 mei 2010        | Verbeterde ondersteuning voor functies van SVG, HTML5, DOM. Ondersteuning voor CSS3. Betere JavaScript-prestaties. |
| 9 Platform Preview 3 | 1.9.7874.6000  | 1.9.7874.6000      | 23 juni 2010      | HTML5-audio, -video, Canvas-tag en Web Open Font Format. |
| 9 Platform Preview 4 | 1.9.7916.6000  | 1.9.7916.6000      | 4 augustus 2010   | Integratie van de JavaScript-engine in de kern van de browser. |
| 9 Platform Preview 5 | 1.9.7930.16406 | 1.9.7930.16406     | 15 september 2010 | Nieuw pictogram. |
| 9 bèta               | 9.0.7930.16406 | 9.0.7930.16406     | 15 september 2010 | Nieuwe UI, Downloadmanager, Nieuwe Tab-pagina, zoeken met de adresbalk. Notificatiebalk, Add-on Prestaties-Adviseur. |
| 9 Platform Preview 6 | 1.9.8006.6000  | 1.9.8006.6000      | 28 oktober 2010   | CSS3-2D-transformaties en semantische HTML5-tags. |
| 9 Platform Preview 7 | 1.9.8023.6000  | 1.9.8023.6000      | 17 november 2010  | Betere JavaScript-performantie. |
| 9 Platform Preview 8 | 1.9.8080.16413 | 1.9.8080.16413     | 10 februari 2011  | Performantie en ondersteuning voor W3C Geolocation API. |
| 9 Release Candidate  | 9.0.8080.16413 | 9.0.8080.16413     | 10 februari 2011  | Aangepaste performantie, InPrivate Filtering hernoemd naar Tracking Protection, kleine aanpassing aan de gebruikersinterface, ondersteuning voor meer webstandaarden, de optie om de tabbladen onder de adresbalk weer te geven en andere aanpassingen. |
| 9.0.0                | 9.0.8112.16421 | 9.0.8112.20521     | 14 maart 2011     | Verbeterde prestaties, toegevoegde Tracking Protection en andere aanpassingen. |
| 9.0.1                | 9.0.8112.16430 | 9.0.8112.20530     | 14 juni 2011      | Start van update cyclus met een periode van 2 maanden. Bugfixes en beveiligingsupdates. |
| 9.0.2                | 9.0.8112.16434 | 9.0.8112.20534     | 9 augustus 2011   | Bugfixes en beveiligingsupdates. |
| 9.0.3                | 9.0.8112.16437 | 9.0.8112.20537     | 11 oktober 2011   | Bugfixes en beveiligingsupdates. |
| 9.0.4                | 9.0.8112.16440 | 9.0.8112.20544     | 13 december 2011  | Bugfixes en beveiligingsupdates. |
| 9.0.5                | 9.0.8112.16441 | 9.0.8112.20546     | 14 februari 2012  | Bugfixes en beveiligingsupdates. |
| 9.0.6                | 9.0.8112.16443 | 9.0.8112.20548     | 28 februari 2012  | Bugfixes en beveiligingsupdates. |
| 9.0.7                | 9.0.8112.16446 | 9.0.8112.20551     | 18 mei 2012       | Bugfixes en beveiligingsupdates. |
| 9.0.8                | 9.0.8112.16447 | 9.0.8112.20553     | 2 juni 2012       | Bugfixes en beveiligingsupdates, overschakeling naar maandelijkse updates. |
| 9.0.9                | 9.0.8112.16448 | 9.0.8112.20554     | 28 juni 2012      | Bugfixes en beveiligingsupdates, overschakeling naar maandelijkse updates. |
| 9.0.10               | 9.0.8112.16450 | 9.0.8112.20557     | 24 augustus 2012  | Bugfixes en beveiligingsupdates, overschakeling naar maandelijkse updates. |
| 9.0.11               | 9.0.8112.16455 | 9.0.8112.20562     | 8 oktober 2012    | Bugfixes en beveiligingsupdates, overschakeling naar maandelijkse updates. |
| 9.0.12               | 9.0.8112.16457 | 9.0.8112.20565     | 14 november 2012  | Bugfixes en beveiligingsupdates, overschakeling naar maandelijkse updates. |
| 9.0.13               | 9.0.8112.16464 | 9.0.8112.20573     | 9 januari 2013    | Bugfixes en beveiligingsupdates, overschakeling naar maandelijkse updates. |
| 9.0.14               | 9.0.8112.16470 | 9.0.8112.20580     | 2 februari 2013   | Bugfixes en beveiligingsupdates, overschakeling naar maandelijkse updates. |
| 9.0.15               | 9.0.8112.16476 | 9.0.8112.20586     | 22 februari 2013  | Bugfixes en beveiligingsupdates, overschakeling naar maandelijkse updates. |
| 9.0.16               | 9.0.8112.16483 | 9.0.8112.20593     | 5 april 2013      | Bugfixes en beveiligingsupdates, overschakeling naar maandelijkse updates. |
| 9.0.17               | 9.0.8112.16490 | 9.0.8112.20600     | 17 mei 2013       | Bugfixes en beveiligingsupdates, overschakeling naar maandelijkse updates. |
| 9.0.18               | 9.0.8112.16496 | 9.0.8112.20606     | 29 mei 2013       | Bugfixes en beveiligingsupdates, overschakeling naar maandelijkse updates. |
| 9.0.19               | 9.0.8112.16502 | 9.0.8112.20613     | 25 juli 2013      | Bugfixes en beveiligingsupdates, overschakeling naar maandelijkse updates. |
| 9.0.20               | 9.0.8112.16506 | 9.0.8112.20617     | 31 juli 2013      | Bugfixes en beveiligingsupdates, overschakeling naar maandelijkse updates. |
| 9.0.21               | 9.0.8112.16514 | 9.0.8112.20625     | 22 september 2013 | Bugfixes en beveiligingsupdates, overschakeling naar maandelijkse updates. |
| 9.0.22               | 9.0.8112.16520 | 9.0.8112.20631     | 13 oktober 2013   | Bugfixes en beveiligingsupdates, overschakeling naar maandelijkse updates. |
| 9.0.23               | 9.0.8112.16526 | 9.0.8112.20637     | 14 november 2013  | Bugfixes en beveiligingsupdates, overschakeling naar maandelijkse updates. |
| 9.0.24               | 9.0.8112.16533 | 9.0.8112.20644     | 5 februari 2014   | Bugfixes en beveiligingsupdates, overschakeling naar maandelijkse updates. |
| 9.0.25               | 9.0.8112.16540 | 9.0.8112.20651     | 23 februari 2014  | Bugfixes en beveiligingsupdates, overschakeling naar maandelijkse updates. |
| 9.0.26               | 9.0.8112.16545 | 9.0.8112.20656     | 8 maart 2014      | Bugfixes en beveiligingsupdates, overschakeling naar maandelijkse updates. |
| 9.0.27               | 9.0.8112.16553 | 9.0.8112.20664     | 6 mei 2014        | Bugfixes en beveiligingsupdates, overschakeling naar maandelijkse updates. |
| 9.0.28               | 9.0.8112.16555 | 9.0.8112.20666     | 28 mei 2014       | Bugfixes en beveiligingsupdates, overschakeling naar maandelijkse updates. |
| 9.0.29               | 9.0.8112.16561 | 9.0.8112.20672     | 6 juni 2014       | Bugfixes en beveiligingsupdates, overschakeling naar maandelijkse updates. |
| 9.0.30               | 9.0.8112.16563 | 9.0.8112.20674     | 24 juli 2014      | Bugfixes en beveiligingsupdates, overschakeling naar maandelijkse updates. |
| 9.0.31               | 9.0.8112.16575 | 9.0.8112.20691     | 15 augustus 2014  | Bugfixes en beveiligingsupdates, overschakeling naar maandelijkse updates. |
| 9.0.32               | 9.0.8112.16584 | 9.0.8112.20700     | 19 september 2014 | Bugfixes en beveiligingsupdates, overschakeling naar maandelijkse updates. |
| 9.0.33               | 9.0.8112.16592 | 9.0.8112.20708     | 27 oktober 2014   | Bugfixes en beveiligingsupdates, overschakeling naar maandelijkse updates. |
| 9.0.34               | 9.0.8112.16599 | 9.0.8112.20715     | 24 november 2014  | Bugfixes en beveiligingsupdates, overschakeling naar maandelijkse updates. |
| 9.0.35               | 9.0.8112.16603 | 9.0.8112.20719     | 19 december 2014  | Bugfixes en beveiligingsupdates, overschakeling naar maandelijkse updates. |
| 9.0.35               | 9.0.8112.16609 | 9.0.8112.20725     | 14 januari 2015   | Bugfixes en beveiligingsupdates, overschakeling naar maandelijkse updates. |
| 9.0.35               | 9.0.8112.16620 | 9.0.8112.20730     | 23 januari 2015   | Bugfixes en beveiligingsupdates, overschakeling naar maandelijkse updates. |
| 9.0.36               | 9.0.8112.16633 | 9.0.8112.20747     | 21 februari 2015  | Bugfixes en beveiligingsupdates, overschakeling naar maandelijkse updates. |
| 9.0.37               | 9.0.8112.16636 | 9.0.8112.20750     | 10 maart 2015     | Bugfixes en beveiligingsupdates, overschakeling naar maandelijkse updates. |
| 9.0.38               | 9.0.8112.16644 | 9.0.8112.20758     | 10 april 2015     | Bugfixes en beveiligingsupdates, overschakeling naar maandelijkse updates. |
| 9.0.39               | 9.0.8112.16659 | 9.0.8112.20774     | 31 mei 2015       | Bugfixes en beveiligingsupdates, overschakeling naar maandelijkse updates. |
| 9.0.40               | 9.0.8112.16669 | 9.0.8112.20784     | 17 juni 2015      | Bugfixes en beveiligingsupdates, overschakeling naar maandelijkse updates. |
| 9.0.41               | 9.0.8112.16684 | 9.0.8112.20799     | 22 juli 2015      | Bugfixes en beveiligingsupdates, overschakeling naar maandelijkse updates. |
| 9.0.42               | 9.0.8112.16685 | 9.0.8112.20800     | 14 augustus 2015  | Bugfixes en beveiligingsupdates, overschakeling naar maandelijkse updates. |
| 9.0.43               | 9.0.8112.16696 | 9.0.8112.20811     | 17 augustus 2015  | Bugfixes en beveiligingsupdates, overschakeling naar maandelijkse updates. |
| 9.0.44               | 9.0.8112.16708 | 9.0.8112.20823     | 11 september 2015 | Bugfixes en beveiligingsupdates, overschakeling naar maandelijkse updates. |
| 9.0.45               | 9.0.8112.16717 | 9.0.8112.20832     | 31 oktober 2015   | Bugfixes en beveiligingsupdates, overschakeling naar maandelijkse updates. |
| 9.0.46               | 9.0.8112.16723 | 9.0.8112.20838     | 12 november 2015  | Bugfixes en beveiligingsupdates, overschakeling naar maandelijkse updates. |
| 9.0.47               | 9.0.8112.16737 | 9.0.8112.20852     | 15 december 2015  | Bugfixes en beveiligingsupdates, overschakeling naar maandelijkse updates. |
| 9.0.48               | 9.0.8112.16748 | 9.0.8112.20863     | 25 januari 2016   | Bugfixes en beveiligingsupdates, overschakeling naar maandelijkse updates. |
| 9.0.49               | 9.0.8112.16749 | 9.0.8112.20864     | 9 februari 2016   | Bugfixes en beveiligingsupdates, overschakeling naar maandelijkse updates. |
| 9.0.50               | 9.0.8112.16773 | 9.0.8112.20888     | 24 maart 2016     | Bugfixes en beveiligingsupdates, overschakeling naar maandelijkse updates. |
| 9.0.51               | 9.0.8112.16781 | 9.0.8112.20896     | 23 april 2016     | Bugfixes en beveiligingsupdates, overschakeling naar maandelijkse updates. |
| 9.0.52               | 9.0.8112.16789 | 9.0.8112.20904     | 12 mei 2016       | Bugfixes en beveiligingsupdates, overschakeling naar maandelijkse updates. |
| 9.0.53               | 9.0.8112.16800 | 9.0.8112.20915     | 20 juni 2016      | Bugfixes en beveiligingsupdates, overschakeling naar maandelijkse updates. |
| 9.0.54               | 9.0.8112.16811 | 9.0.8112.20927     | 15 juli 2016      | Bugfixes en beveiligingsupdates, overschakeling naar maandelijkse updates. |
| 9.0.55               | 9.0.8112.16819 | 9.0.8112.20941     | 7 september 2016  | Bugfixes en beveiligingsupdates, overschakeling naar maandelijkse updates. |
| 9.0.56               | 9.0.8112.16830 | 9.0.8112.20947     | 30 september 2016 | Bugfixes en beveiligingsupdates, overschakeling naar maandelijkse updates. |
| 9.0.57               | 9.0.8112.16834 | 9.0.8112.20951     | 5 oktober 2016    | Bugfixes en beveiligingsupdates, overschakeling naar maandelijkse updates. |
| 9.0.58               | 9.0.8112.16845 | 9.0.8112.20962     | 9 november 2016   | Bugfixes en beveiligingsupdates, overschakeling naar maandelijkse updates. |
| 9.0.59               | 9.0.8112.168xx | 9.0.8112.209xx     | februari 2017     | Bugfixes en beveiligingsupdates, overschakeling naar maandelijkse updates. |